# Victor Derély
Victor Derély (Parigi, 28 ottobre 1840 – Parigi, 3 maggio 1904) è stato un traduttore e scrittore francese.
È stato un allievo della École normale supérieure, importante traduttore della letteratura russa del XIX secolo, conosciuto per le traduzioni di Dostoevskij: Delitto e castigo, L'idiota, I demoni e Povera gente. È stato anche il traduttore di Aleksej Feofilaktovič Pisemskij, Il'ja Cion, Nadežna Chvoščinskaja, Ivan Michajlovič Sečenov e Nikolaj Semënovič Leskov.

## Traduzioni
- Delitto e castigo, 1884, è stata la prima traduzione in francese di Fëdor Dostoevskij.